# NBA G League Ignite
La NBA G League Ignite è stata una squadra di pallacanestro statunitense militante dal 2020 al 2024 nella NBA G League, il campionato professionistico di sviluppo della National Basketball Association. 
Fondata a Walnut Creek (California) e trasferita dopo due stagioni a Henderson (Nevada), la squadra non è mai stata affiliata con una delle franchigie NBA come le altre partecipanti al campionato G League, in quanto era stata originariamente progettata per giocare partite di esibizione al di fuori della programmazione tradizionale della lega come parte di un programma di sviluppo di un anno indirizzato a potenziali prospetti d'élite per la NBA. Il suo roster era composto principalmente da giovani talenti e veterani destinati a guidare le potenziali promesse. L'Ignite è stato pubblicizzato come un'alternativa al basket universitario della NCAA, offrendo ai prospetti stipendi fino a 500 000 $.

## Storia
La NBA G League è una possibile soluzione per cestisti di scuole superiori, collegiali o prospetti internazionali per essere arruolati nella NBA a partire dal 2008. Il 18 ottobre 2018, la G League ha introdotto contratti selezionati del valore di fino a $ 125.000 per prospetti d'élite, comprese opportunità per lo sviluppo delle qualità cestistiche, consigli pratici per lo sviluppo personale e borsa di studio accademica, a partire dalla stagione 2019-20. Tuttavia, nessun giocatore eleggibile nel 2019 ha firmato un contratto.
Il 16 aprile 2020, la G League annunciarono un aumento dei possibili stipendi per i prospetti e un programma di sviluppo di un anno al di fuori della sua tradizionale struttura di squadra. I potenziali prospetti avrebbero giocato al fianco di giocatori veterani, in una squadra selezionata che avrebbe preso parte ad allenamenti e da 10 a 12 partite di esibizione contro altre squadre della G League, squadre nazionali straniere e accademie NBA. I giocatori avrebbero guadagnato il proprio stipendio giocando, partecipando a eventi della comunità e prendendo parte a programmi per lo sviluppo personale coordinati dalla G League. Avrebbero ricevuto anche una borsa di studio completa per l'Arizona State University, che ha collaborato con l'NBA.
Lo stesso giorno in cui è stato annunciato il nuovo programma di sviluppo della G League, Jalen Green, il giocatore con il punteggio più alto nella classe delle scuole superiori del 2020 secondo ESPN, è diventato il primo giocatore a unirsi agli NBA G League Ignite, firmando un contratto di $ 500.000. La G League ha successivamente attirato su di sé l'attenzione come alternativa al basket NCAA, con alcuni media che ipotizzano che la decisione di Green avrebbe minacciato la National Collegiate Athletic Association. Green è stato presto raggiunto nella squadra dalle altre reclute a cinque stelle Isaiah Todd e Daishen Nix, nonostante entrambi avessero già predisposto un loro ingresso al college, e dal prospetto filippino Kai Sotto. Il 9 giugno 2020, l'ex giocatore e allenatore NBA Brian Shaw è stato nominato capo allenatore dell'Ignite. Il 16 luglio, Jonathan Kuminga, il giocatore con il punteggio più alto nella classe del liceo 2021, è stato riclassificato nella classe del 2020 e ha firmato un contratto con l'Ignite. Il 2 settembre viene modificato il nome della squadra: precedentemente indicato come G League Select Team, è stato annunciato essere NBA G League Ignite. Il 12 novembre, gli Ignite hanno ingaggiato giocatori veterani Brandon Ashley, Bobby Brown, Cody Demps, Reggie Hearn e Amir Johnson per giocare al fianco e guidare i giovani prospetti della squadra. Il 14 gennaio 2021, l'Ignite ha firmato Jarrett Jack.
L'Ignite si è unito alla stagione 2020-21 della G League, partecipando al programma di 15 partite del torneo nella bolla creata ad Orlando, in Florida, con 11 squadre che hanno deciso di non partecipare. Al termine della sua prima stagione regolare in G League riesce a qualificarsi ai playoff ma viene sconfitta al primo turno dai Raptors 905.
Nella sua seconda stagione l'Ignite non ha potuto partecipare alla stagione regolare ma solo al torneo precampionato della Winter Showcase, così come i Capitanes de Ciudad de México. Guidata dall'australiano Dyson Daniels, da MarJon Beauchamp e dalla recluta a cinque stelle Jaden Hardy, la squadra concluse il torneo con 6 vittorie e 6 sconfitte, senza accedere alla fase ad eliminazione diretta.
Per la loro terza stagione, la NBA G League Ignite si è trasferita da Walnut Creek, in California, a Henderson, in Nevada per giocare le partite casalinghe al Dollar Loan Center.
Nel febbraio 2024 il commissario della NBA Adam Silver ha annunciato che la lega avrebbe rivalutato il futuro del programma. Con l'implementazione dei diritti di nome, immagine e somiglianza nel basket universitario NCAA sarebbe diventato possibile per gli atleti collegiali concludere accordi commerciali e assumere agenti professionisti, il che avrebbe ridotto la necessità di un programma come quello dell'Ignite. Il 21 marzo 2024 la NBA ha annunciato la chiusura della franchigia alla fine della stagione 2023-24, terminata con 2 vittorie e 32 sconfitte.

## Stagioni
| Stagione            | Lega           | Division       | Piazzamento    | Vittorie | Sconfitte | %    | Play-off                                       |
| ------------------- | -------------- | -------------- | -------------- | -------- | --------- | ---- | ---------------------------------------------- |
| NBA G League Ignite |                |                |                |          |           |      |                                                |
| 2020-2021           | G League       | -              | 8°             | 8        | 7         | 53,3 | Perdono quarti di finale (Raptors 905) 102-127 |
| 2021-2022           | G League       | West           | 4°             | 6        | 6         | 50,0 | -                                              |
| 2022-2023           | G League       | West           | 11°            | 11       | 21        | 34,4 | -                                              |
| 2023-2024           | G League       | West           | 15°            | 2        | 32        | 5,9  | -                                              |
| Regular season      | Regular season | Regular season | Regular season | 27       | 66        | 29,0 |                                                |
| Play-off            | Play-off       | Play-off       | Play-off       | 0        | 1         | 0,0  |                                                |

## Cestisti

### Scelti al Draft NBA
| Giocatori G League Ignite scelti al Draft NBA | Giocatori G League Ignite scelti al Draft NBA | Giocatori G League Ignite scelti al Draft NBA | Giocatori G League Ignite scelti al Draft NBA | Giocatori G League Ignite scelti al Draft NBA |
| Draft                                         | Giocatore                                     | Nazionalità                                   | no. scelta                                    | Squadra                                       |
| --------------------------------------------- | --------------------------------------------- | --------------------------------------------- | --------------------------------------------- | --------------------------------------------- |
| 2021                                          | Jalen Green                                   | Stati Uniti                                   | 2                                             | Houston Rockets                               |
| 2021                                          | Jonathan Kuminga                              | RD del Congo                                  | 7                                             | Golden State Warriors                         |
| 2021                                          | Isaiah Todd                                   | Stati Uniti                                   | 31                                            | Milwaukee Bucks                               |
| 2022                                          | Dyson Daniels                                 | Australia                                     | 8                                             | New Orleans Pelicans                          |
| 2022                                          | MarJon Beauchamp                              | Stati Uniti                                   | 24                                            | Milwaukee Bucks                               |
| 2022                                          | Jaden Hardy                                   | Stati Uniti                                   | 37                                            | Sacramento Kings                              |
| 2023                                          | Scoot Henderson                               | Stati Uniti                                   | 3                                             | Portland Trail Blazers                        |
| 2023                                          | Leonard Miller                                | Canada                                        | 33                                            | San Antonio Spurs                             |
| 2023                                          | Sidy Cissoko                                  | Francia                                       | 44                                            | San Antonio Spurs                             |
| 2023                                          | Mojave King                                   | Nuova Zelanda                                 | 47                                            | Los Angeles Lakers                            |
| 2024                                          | Ron Holland                                   | Stati Uniti                                   | 5                                             | Detroit Pistons                               |
| 2024                                          | Matas Buzelis                                 | Stati Uniti Lituania                          | 11                                            | Chicago Bulls                                 |
| 2024                                          | Tyler Smith                                   | Stati Uniti                                   | 33                                            | Milwaukee Bucks                               |

### Prospetti non scelti al Draft NBA ma con presenze
| Giocatori G League Ignite non scelti al Draft NBA | Giocatori G League Ignite non scelti al Draft NBA | Giocatori G League Ignite non scelti al Draft NBA |
| Draft                                             | Giocatore                                         | Nazionalità                                       |
| ------------------------------------------------- | ------------------------------------------------- | ------------------------------------------------- |
| 2021                                              | Daishen Nix                                       | Stati Uniti                                       |
| 2022                                              | Michael Foster                                    | Stati Uniti                                       |

## Allenatori
| NBA G League Ignite |            |           |    |    |    |      |   |   |   |     |
| 1                   | Brian Shaw | 2020-2021 | 15 | 8  | 7  | 53,3 | 1 | 0 | 1 | 0,0 |
| 2                   | Jason Hart | 2021-2024 | 66 | 13 | 53 | 19,7 | - | - | - | -   |